# Great Edstone
Great Edstone är en by i civil parish Edstone, i kommunen North Yorkshire, i grevskapet North Yorkshire, i England. Byn är belägen 9 km från Pickering. Great Edstone var en civil parish fram till 1986 när blev den en del av Edstone. Civil parish hade 113 invånare år 1961. Byn nämndes i Domedagsboken (Domesday Book) år 1086, och kallades då Micheledestun.